# チャールズ・ホープ (初代ホープトン伯爵)
初代ホープトン伯爵チャールズ・ホープ（英語: Charles Hope, 1st Earl of Hopetoun KT PC、1681年 – 1742年2月26日）は、スコットランドの政治家、貴族。

## 生涯
ジョン・ホープ（John Hope、1650年頃 – 1682年5月5日没）とマーガレット・ハミルトン（Margaret Hamilton、1711年12月没、第4代ハディントン伯爵ジョン・ハミルトンの娘）の息子として、1681年に生まれた。
1702年に成人すると、すぐにリンリスゴーシャー選挙区の代表としてスコットランド議会議員になり、翌年にスコットランド枢密院の枢密顧問官に任命され、1703年4月15日にホープ卿、エイザリー子爵、ホープトン伯爵に叙された。スコットランド王国とイングランド王国の合同に強く支持したという。
1715年にリンリスゴーシャー統監に任命され、1722年にスコットランド貴族代表議員に当選（以降1742年に死去するまで再選を続ける）、1723年にはスコットランド教会総会への勅使に任命された。1738年7月10日、シッスル勲章を授与された。
1742年2月26日にホープトン・ハウスで死去、息子ジョンが爵位を継承した。

## 家族
1699年8月31日、ヘンリエッタ・ジョンストン（Henrietta Johnstone、1682年11月11日 – 1750年11月25日、初代アナンデイル侯爵ウィリアム・ジョンストンの娘）と結婚、3男9女をもうけた。
- マーガレット（1700年3月3日 – 1703年5月9日）
- ソフィア（1702年5月31日 – 1761年4月25日） - 1723年12月、第5代フィンドレイター伯爵ジェームズ・オグルヴィと結婚
- ジョン（1704年9月7日 – 1781年2月12日） - 第2代ホープトン伯爵。子供あり
- ヘンリエッタ（1706年2月21日 – 1745年2月17日） - 1729年3月14日以降、第6代ネイピア卿フランシス・ネイピアと結婚、子供あり
- マーガレット（1708年12月18日 – 1778年1月13日） - 1745年12月20日、ジョン・ダンダス（John Dundas、1778年2月13日没）と結婚
- チャールズ（英語版）（1710年5月8日 – 1791年12月30日） - 庶民院議員。1733年7月26日、キャサリン・ヴィアー（Catherine Weir、1716年頃 – 1743年12月5日、第2代準男爵サー・ウィリアム・ヴィアーの娘）と結婚、子供あり。1746年3月20日、アン・ヴェイン（英語版）（1726年6月25日洗礼 – 1776年9月14日、初代ダーリントン伯爵ヘンリー・ヴェインの娘）と再婚したが、1757年に離婚した。1766年4月2日、ヘレン・ダンバー（Helen Dunbar、1794年9月18日没、ジョージ・ダンバーの娘）と再婚、子供あり
- ヘレン（1711年7月27日 – 1778年12月26日） - 1737年1月13日、ジェームズ・ワトソン（James Watson）と結婚、子供あり
- クリスチャン（1714年3月31日 – 1799年5月31日） - 1743年4月8日、トマス・グラハム（Thomas Graham、1766年12月6日没）と結婚、子供あり
- ウィリアム（1715年6月3日 – 11月24日）
- アン（1718年6月21日 – 1727年12月24日）
- シャーロット（1720年3月4日 – 1788年11月24日） - 1741年10月1日、アースキン卿トマス・アースキン（1705年頃 – 1766年3月16日、第23代マー伯爵ジョン・アースキンの息子）と結婚
- レイチェル（1721年7月10日 – ?） - 夭折